# World Travel and Tourism Council
De World Travel and Tourism Council (WTTC) is een overlegforum en koepelorganisatie voor de wereldwijde reis- en toerisme-industrie. In de WTTC zetelen bedrijfsleiders van alle toeristische sectoren (luchtvaartmaatschappijen, hotels, cruisevaart, autoverhuur, reisbureaus, touroperators, computerreserveringssystemen (zoals GDS) en technologiebedrijven). Via de organisatie treden zij in overleg met overheden en internationale organisaties.
De WTTC werd in 1991 opgericht door een groep CEO’s uit de toeristische industrie, die van oordeel waren dat de bijdrage van de sector aan de economie en werkgelegenheid onvoldoende werd erkend.
De WTTC voert ook onderzoek uit naar de economische en sociale impact van de toeristische industrie, en organiseert mondiale en regionale conferenties over kwesties en ontwikkelingen die relevant zijn voor de sector.